# Bernard Gilduin
Bernard Gilduin est un sculpteur de l'art roman. Il est notamment l'auteur des reliefs du Christ en majesté, du chérubin et du séraphin de la Basilique Saint-Sernin, ainsi que des sculptures de deux anges et de deux personnages bénissant. L'ensemble des sept bas-reliefs est classé monument historique.

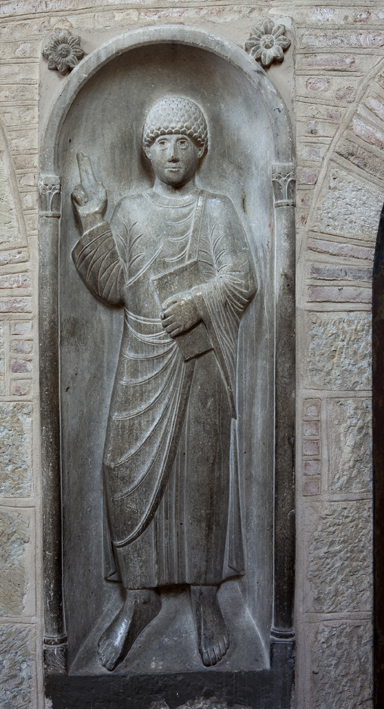
Homme avec un livre fermé bénissant, Basilique Saint-Sernin.
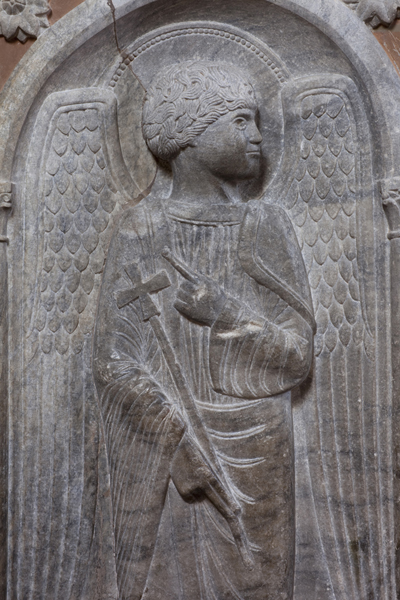
Ange, Basilique Saint-Sernin.
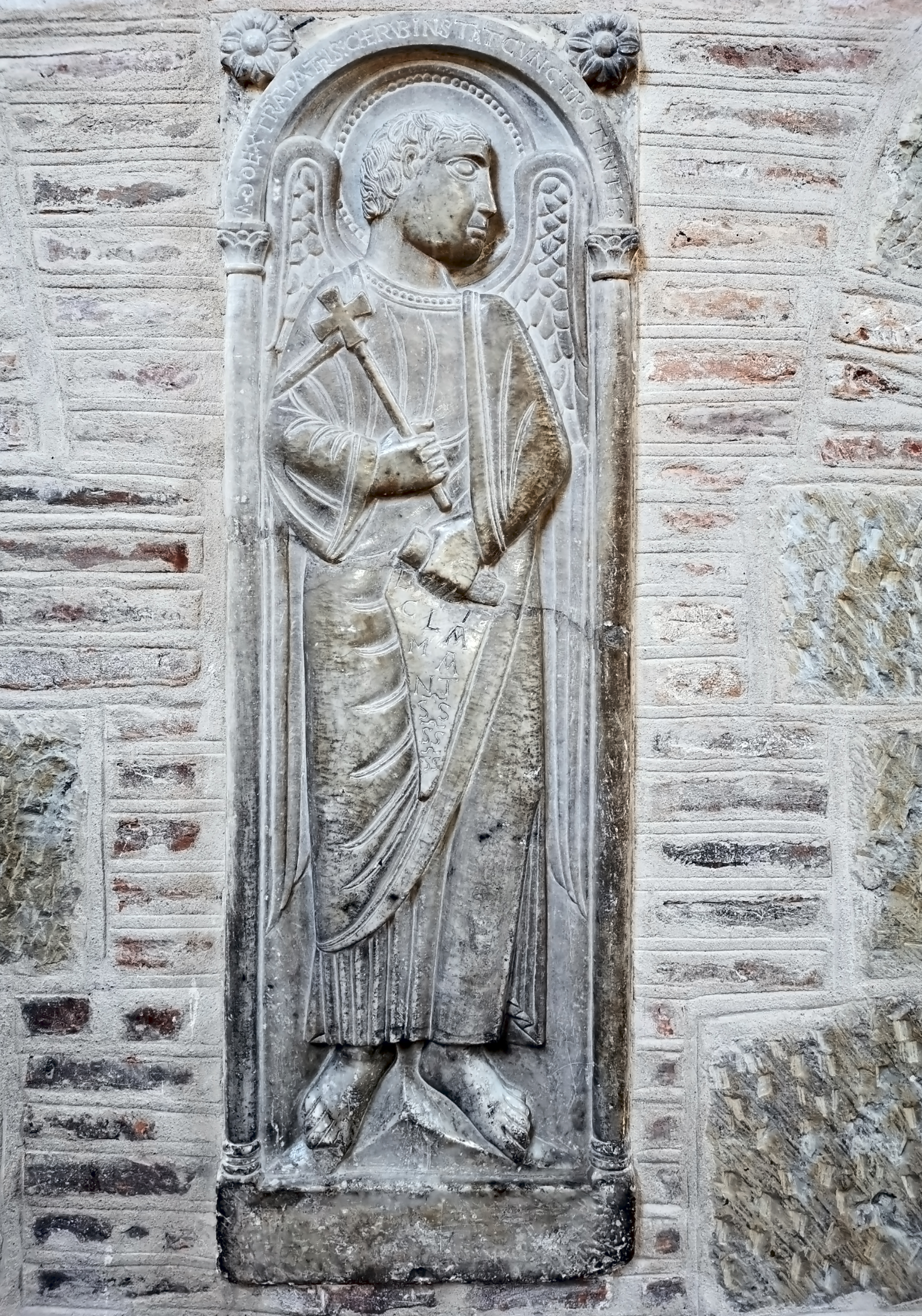
Chérubin, Basilique Saint-Sernin.
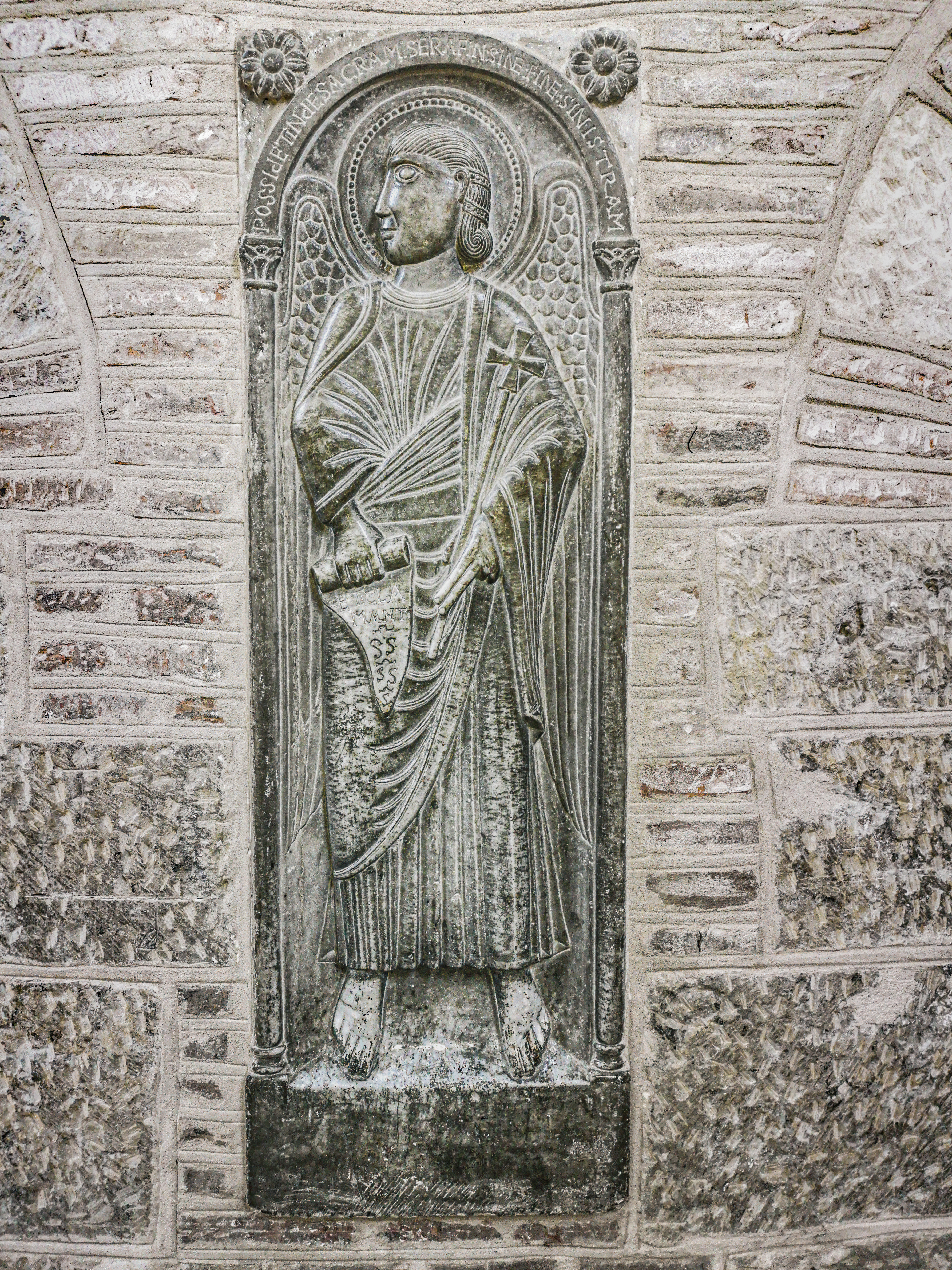
Séraphin, Basilique Saint-Sernin.
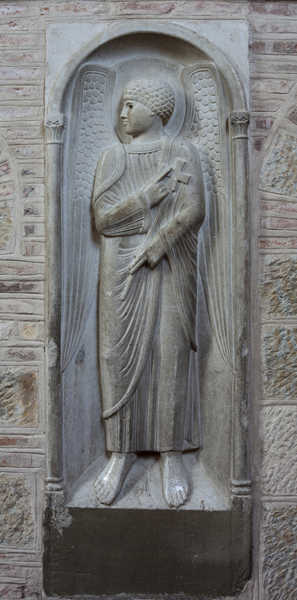
Ange, Basilique Saint-Sernin.
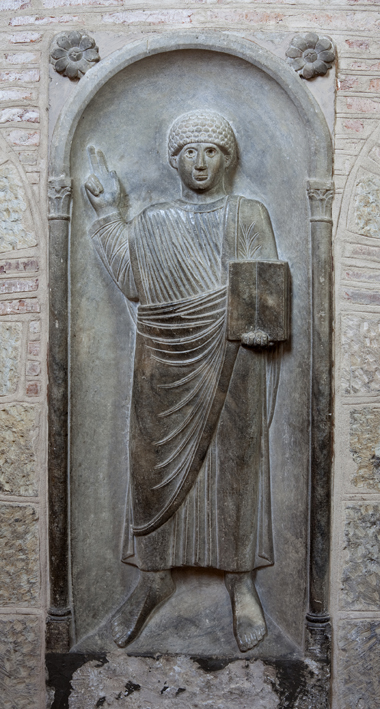
Homme avec un livre ouvert bénissant, Basilique Saint-Sernin.